# Tužno
Tužno är en ort i Kroatien.   Den ligger i länet Varaždin, i den norra delen av landet, 50 km norr om huvudstaden Zagreb. Tužno ligger 182 meter över havet och antalet invånare är 1 016.
Terrängen runt Tužno är platt norrut, men söderut är den kuperad. Runt Tužno är det ganska tätbefolkat, med 62 invånare per kvadratkilometer. Närmaste större samhälle är Varaždin, 9,5 km nordost om Tužno. Trakten runt Tužno består till största delen av jordbruksmark.